# Scutellarioideae
Sous-famille
Les Scutellarioideae sont une sous-famille de plantes à fleurs de la famille des Lamiaceae.
Le genre type est Scutellaria.

## Liste des genres
Holmskioldia – Renschia – Scutellaria – Tinnea – Wenchengia

## Publication originale
- Prantl K., 1879. Lehrbuch der Botanik für mittlere und höhere Lehranstalten. 3 Auflage. 292 pp. Leipzig: W. Engelmann. page : 267.